# Артисты SM Entertainment
Все артисты SM Entertainment в совокупности известны как SM Town.

## Артисты

### Звукозаписывающие артисты
| - Соло-артисты - BoA - Канта - J-Min - Тэмин - Тэён - Юна - Хёён - Юри - Ки - Онью - Чхен - U-Know Yunho - Бэкхён - Сухо - Макс Чанмин - Кай - Вэнди - Джой - D. O. - Минхо - Сюмин - Сыльги - Тхэëн | - Группы - Super Junior - TVXQ - Girls' Generation - Shinee - Exo - Red Velvet - NCT - æspa - Riize - Hearts2Hearts. | - Саб-юниты - Girls' Generation-TTS - Girls’ Generation — Oh!GG - EXO-CBX - EXO-SC - Red Velvet — Irene & Seulgi - NCT U - NCT 127 - NCT Dream - NCT DoJaeJung - NCT Wish | - Проектные группы - S - SM the Ballad - Younique Unit - SM The Performance - Toheart (с Woollim Entertainment) - SuperM - Girls On Top - Got the Beat |  |

### Актёры и актрисы
- Чо Чжун Ен
- Чхве Чжон Юн
- Ким Гëн Сик
- Ким Мин Чон
- Ли Чоль У[2]
- Ли Чжэ Рëль
- Лина[3]
- Ю Хо Чжон
- Ким Чжи У[4]
- Лами[5]

### Дочерние компании
| SM Entertainment Indonesia - Росса | New Era Project - Чон Джейн - Ли Су Ен |

| GalaxiaSM - Ко Чжи Ëн - О Чжи Хен - Ан Шин Э - Ким Гю Ри - Чо Га Рам - Пак Хен Ген - Лим Хи Чжун - Хван Ю Рин - Шин Юи Ген - Пак Ю Чжун - Пэк Чжин Ха - Ли Хэ Чжи - Хан Чан Вон - Чан Тхэ Хëн - Шин Су Чи - Ким Мин Сок - У Сан Хёк - Шим Сок Хи - Ким Мин Сон - Чжон Хэ Рим - Бан Су Бин | Million Market - MC Mong - High Color - Ву Тэвун - Goopy - Chancellor - ChinChilla - Мун Суджин - Джизель - Куги - Лим Чэ Ëн - Суран - GirlNexxtDoor (GXXD) - Minit - Сон Дам - SLO - Лилли - Пак Доха - Гэри | Label SJ - Super Junior - Super Junior-K.R.Y. - Super Junior-D&E - Чо Кюхён - Ким Рёук - Йесон - Ким Хичхоль - Ли Сонмин - Ли Донхэ - Ынхëк - Super Junior-M - Чжоу Ми - Кангин |

| Label V - WayV - WayV - Kun & Xiaojun - WayV - Ten & Yangyang | ScreaM Records - DJ Hyo - Гинджо - Имлай - Райден | All I Know Music (AIKM) - Giant Pink - Bray - Duckbae - Sohlhee |

## Бывшие артисты

### Звукозаписывающие артисты
- Хон Чжин Ён (1990—1993)
- Хан Дон Чжун (1991—1992)
- Ким Кван Чжин (1991—1992)
- Tin Tin Five (1993—2010)
- Ю Ён Чжин (1995—2023)
- H.O.T. (1996—2001)
  - Тони Ан (1996—2001)
  - И Чжэ Вон (1996—2001)
  - Чжан Ухёк (1996—2001)
  - Мун Хиджун (1996—2005)
- S.E.S.[c] (1997—2002; 2016—2017)
- Shinhwa[d] (1998—2003)
- Fly to the Sky (1999—2004)
- Ли Чжихун (2001—2004)
- Чан Нара (2001—2008)
- M.I.L.K[e] (2001—2003)
  - Со Хёнчжин (2001—2007)
  - Пак Хи Бон
- Sugar[f] (2001—2006)
  - Ahyoomee (2001—2007)
  - Хван Чжон Ым (2001—2004)
- Black Beat (2002—2007)
- Shinvi (2002—2003)
- Isak 'N' Jiyeon[g] (2002—2004)
  - Ким Исак (2002—2012)
- Чу Га Ёул (2002—2012)
- TVXQ[h]
  - Ким Джэджун (2003—2009)
  - Пак Ючхон (2003—2009)
  - Ким Джунсу (2003—2009)
- TraxX (2004—2019)
  - Но Мин У (2004—2005)
  - Attack (2004—2007)
  - Джей (2004—2019)
  - Ким Чонмо (2004—2019)
- CSJH The Grace
  - Стефани (2005—2016)
  - Дана (2001—2020)
  - Сандей (2005—2021)
- Super Junior
  - Хан Гэн[i] (2005—2009)
  - Ким Кибом[j] (2004—2015)
- Чжан Лиинь (2006—2017)
- Girls' Generation[k] [l]
  - Чон Джессика (2007—2015)
  - Тиффани Хван (2007—2017)
  - Чхве Суён (2007—2017)
  - Сохён (2007—2017)
- SHINee
  - Ким Джонхён[m] (2008—2017)
- Super Junior-M
  - Генри Лау (2008—2018)
- f(x)[n]
  - Эмбер Лю (2009—2019)
  - Луна (2009—2019)
  - Солли[o] (2009—2019)
  - Чон Кристал (2009—2020)[8]
  - Виктория (2009—2021)
- SM the Ballad
  - Чжинхо (2010—2015)
- EXO
  - EXO-K (2012–2015)
  - EXO-M (2012–2015)
  - Крис (2012–2022)[p]
  - Лухан (2012–2022)[q]
  - Тао (2012–2022)[r]
  - Лэй (2012–2022)[s]
- SM Rookies (2013—2018)

### Бывшие актёры и актрисы
- Юн Пак (2009–2013)[9]{{Unreliable source|reason=Per
- Го Ара (2003–2016)[10]
- Ли Ëн Хи (2001–2020)[11]
- Ки До Хун (2016–2022)